# (24619) 1979 DA
1979 دي أي (ويعرف أيضًا باسم (24619) 1979 دي أي وفق تسمية الكوكب الصغير) (بالإنجليزية: 1979 DA)‏ هو كويكب ضمن حزام الكويكبات؛ وترتيبه 24619 من حيث الاكتشاف.
اكتُشف هذا الجُرم الفلكي بواسطة Antonín Mrkos ‏ في 26 فبراير 1979.

## وصلات خارجية
- (24619) 1979 DA في قاعدة بيانات مختبر الدفع النفاث لأجرام النظام الشمسي الصغيرة

- الاكتشاف · مخطط المدار ·  العناصر المدارية · المعلمات المادية

- (24619) 1979 DA على موقع ويكي سكاي: DSS2, SDSS, GALEX, IRAS, Hydrogen α, X-Ray, Astrophoto, Sky Map, Articles and images